# Anisostachya straminea
Anisostachya straminea är en akantusväxtart som beskrevs av Raymond Benoist. Anisostachya straminea ingår i släktet Anisostachya och familjen akantusväxter. Inga underarter finns listade i Catalogue of Life.